# Chabab Rif al Hoceima
Il Chabab Rif al Hoceima (in arabo شباب الحسيمة), abbreviato CRA, è una società calcistica marocchina con sede nella città di Al Hoceima, fondata nel 1953. Gioca le partite casalinghe allo Stadio Mimoun Al Arsi (12 000 posti). Milita nella Botola 2, la seconda divisione del campionato marocchino di calcio.
La squadra è tristemente balzata agli onori delle cronache internazionali nel marzo 2016: a seguito di violenti scontri a margine del match contro il Raja Casablanca, 2 persone hanno perso la vita e altre 54 sono rimaste ferite. 